# Prince Mohammed
George Nooks (geboren ca. 1958), beter bekend onder artiestennaam Prince Mohammed, is een Jamaicaanse diskjockey en zanger.
In 1978 nam George Nooks, die tot dan vooral als diskjockey aan disco-mixen had gewerkt, de artiestennaam Prince Mohammed aan. Soms noemde hij zichzelf ook George Knooks. Prince Mohammed is vooral bekend van zijn nummer 1-hit in Nederland Someone loves you honey, samen met June Lodge. Dertig jaar later, in 2012, bracht hij een cover uit van het Bee Gees-nummer Rest Your Love On Me.

## Discografie

### Singles
| Single met eventuele hitnotering(en) in de Nederlandse Top 40 | Datum van verschijnen | Datum van binnenkomst | Hoogste positie | Aantal weken | Opmerkingen                            |
| ------------------------------------------------------------- | --------------------- | --------------------- | --------------- | ------------ | -------------------------------------- |
| Someone loves you honey                                       | 1982                  | 12-06-1982            | 1(6wk)          | 16           | met June Lodge / Hit van het jaar 1982 |

### NPO Radio 2 Top 2000
| Nummer met noteringen in de NPO Radio 2 Top 2000 | '99  | '00  | '01  |
| ------------------------------------------------ | ---- | ---- | ---- |
| Someone Loves You Honey (met June Lodge)         | 1575 | 1904 | 1821 |

1. ↑  Een vetgedrukt getal geeft de hoogste notering aan.
2. ↑  Deze tabel is bijgewerkt tot en met de laatste editie (2024).

- Bibliothèque nationale de France: cb13958925x (data)
- Gemeinsame Normdatei: 1026094992
- International Standard Name Identifier: 0000 0000 0307 8138
- Library of Congress Control Number: no98043785
- MusicBrainz: 8347fcf6-d073-4fa4-99b8-5f545fee39de
- Système universitaire de documentation: 087931672
- Virtual International Authority File: 24793670